# 419 (số)
419 (bốn trăm mười chín) là một số tự nhiên ngay sau 418 và ngay trước 420.